# Tuapszei járás

A Tuapszei járás a Krasznodari határterületen

A Tuapszei járás (oroszul Туапсинский муниципальный район) Oroszország egyik járása a Krasznodari határterületen. Székhelye Tuapsze.

## Népesség
- 1989-ben 59 809 lakosa volt.
- 2002-ben 61 257 lakosa volt, melyből 40 061 orosz (65,4%), 12 859 örmény (21%), 3 552 adige (5,8%), 1 862 ukrán, 405 tatár, 351 fehérorosz, 215 grúz, 190 német, 173 görög, 79 azeri, 53 cigány, 10 török.
- 2010-ben 63 530 lakosa volt.

## A járás nagyobb települései
- Dzsubga
- Novomihajlovszkij
- Nebug
- Sapszi